# كاثرين سيدجويك
كاثرين سيدجويك (بالإنجليزية: Catharine Sedgwick)‏ (28 ديسمبر 1789 في الولايات المتحدة - 31 يوليو 1867، بوسطن في الولايات المتحدة)؛ كاتِبة مُتخصِّصة في أدب الأطفال وروائية أمريكية.

## روابط خارجية
- كاثرين سيدجويك على موقع الموسوعة البريطانية (الإنجليزية)